# Perejiles (documental)
Perejiles es un documental uruguayo de 2009 dirigido por Martin Ignacio Acevedo Carvacho. Su título hace referencia al nombre con el que en el español rioplatense se denota de manera coloquial a las personas que haciéndose pasar por periodistas o colaboradores de un medio de prensa, se presentan en acontecimientos sociales y reuniones de diversa índole para disfrutar de la comida y la bebida que allí pueda ofrecerse. Su productor y director retrató el accionar de estas personas en diversos eventos en los que participó como camarógrafo profesional; a ello agregó entrevistas varias a colegas y periodistas de la prensa local.

## Demandas judiciales: revisión de edición original
El documental tuvo una primera versión, que fue la estrenada en el festival internacional de cine documental uruguayo Atlantidoc, en Atlántida, en diciembre de 2007. Durante los meses siguientes, su director recibió numerosas demandas por carecer de las autorizaciones correspondientes para el uso de la imagen de los involucrados. Solucionado el problema de los litigios judiciales —hubo que quitar las escenas en las que participaban quienes no accedieron a figurar en el documental—, una nueva versión se estrenó en octubre de 2009, en el marco del Festival de Cine de Montevideo.

## Premios
- Premio del público en el Atlántida (festival internacional de cine documental de Uruguay), Atlántida, 2007.[2]